# Jeffrey John
Jeffrey Philip Hywel John (Tonyrefail, País de Gales, 10 de fevereiro 1953) é um clérigo da Igreja Anglicana. Foi Deão de St Albans de 2004 a 2021 e atual capelão assistente da Saint George's Anglican Church, Paris. Tornou-se manchete em 2003, quando foi a primeira pessoa abertamente em uma relação gay sexualmente ativa a ser nomeada para ser bispo da Igreja de Inglaterra. Devido à consequente controvérsia, o arcebispo Rowan Williams pediu que ele desistisse antes de assumir o bispado.

## Educação
John ingressou no Hertford College (Oxford), onde estudou os clássicos e línguas modernas até 1974. Posteriormente, estudou teologia na St Stephen's House, Oxford, e obteve honras de segunda classe. Mais tarde, obteve o título de Doutor em Filosofia (DPhil) na Universidade de Oxford, que concluiu em 1984 com uma tese de doutorado intitulada "A importância de São Paulo e das Epístolas Paulinas no Gnosticismo Cristão do século II (além de Marcião)".

## Ministério ordenado
John foi ordenado na Igreja no País de Gales: foi feito diácono na Petertide de 1978 (24 de junho) por David Reece, bispo assistente de Llandaff; e ordenado padre na Petertide seguinte (30 de junho de 1979) por John Poole-Hughes, bispo de Llandaff — ambas às vezes na Catedral de Llandaff. Depois de uma curadoria em Penarth, ele retornou a Oxford em 1980 para cursar seu doutorado. Ele se tornou capelão no Brasenose College. Em 1984, foi nomeado reitor de divindade no Magdalen College, Oxford. Em 1991, ele foi um dos membros fundadores do Affirming Catholicism, um grupo que promove o catolicismo dentro da tradição anglicana. Ele é um administrador da organização. Ele também apoiou a campanha pela ordenação de mulheres. A partir de 1991, foi vigário da Santíssima Trindade, Eltham (na Diocese de Southwark), no sul de Londres. Em 1997, tornou-se Cônego Chanceler e Teólogo da Catedral de Southwark.
Em 20 de maio de 2003, ele foi nomeado Bispo de Reading, bispo sufragâneo da Diocese de Oxford. Sua nomeação levou a controvérsias na Igreja da Inglaterra e na Comunhão Anglicana⁣, em geral, devido ao relacionamento de longo prazo de John (começando em 1976) com Grant Holmes, também padre da Igreja da Inglaterra, apesar de declarar publicamente que seu relacionamento era celibatário. John recebeu críticas sobre sua nomeação tanto por sua postura em relação a questões gays quanto por não ter se arrependido publicamente de suas atividades sexuais passadas de forma a indicar que eram erradas. Vários líderes anglicanos conservadores em vários países declararam sua intenção de se separar da comunhão se a consagração fosse adiante. Preocupações com o potencial de divisão levaram Rowan Williams, arcebispo de Canterbury, a pressionar John a renunciar. Em 6 de julho de 2003, ele teria retirado sua aceitação da nomeação para o bispado, embora mais tarde tenha surgido que ele não havia de fato concordado em fazê-lo. Nessa altura, o processo de sua assunção do cargo já estava bastante avançado, com a ordenação marcada para 9 de outubro. Esses eventos inspiraram a criação da Igreja Inclusiva. Apesar da retirada de John, as diferenças de opinião sobre a homossexualidade dentro da Igreja Anglicana continuaram a causar controvérsia em 2003, após a eleição de Gene Robinson como Bispo de New Hampshire na Igreja Episcopal dos Estados Unidos.
Em 19 de abril de 2004, a 10 Downing Street anunciou a nomeação de Dr. John para assumir a St Albans. Ele foi investido numa cerimônia na catedral em 2 de julho de 2004.
Em agosto de 2006, Dr John entrou numa parceria civil com seu parceiro de longa data, Grant Holmes. Foi o primeiro membro sênior da Igreja da Inglaterra a celebrar uma união civil entre pessoas do mesmo sexo. O clero da Igreja da Inglaterra pode celebrar casamentos entre pessoas do mesmo sexo se garantir ao seu bispo que permanecerá celibatário.
Em 2021, John renunciou ao cargo de reitor para se tornar capelão associado em St George's, Paris, onde pregará e ensinará às congregações inglesa e francesa. Seu último serviço em St Albans foi em 14 de fevereiro de 2021.

### Consideração para sedes diocesanas
Apesar de não ter assumido a sé sufragânea, nos seguintes, ele teria sido considerado para pelo menos sete bispados diocesanos. No final de agosto de 2008, começaram as especulações de que John seria um dos indicados para o cargo de Bispo de Bangor, no País de Gales. Isso atraiu fortes reações negativas de comentaristas conservadores da Igreja da Inglaterra e de outros setores conservadores.
Em julho de 2010, a mídia divulgou amplamente que John era o candidato preferido da Comissão de Nomeação da Coroa para a nomeação como Bispo de Southwark em sucessão a Tom Butler. Esses relatórios novamente atraíram muitos comentários, tanto em apoio quanto em oposição. Relatórios subsequentes sugeriram que seu nome havia sido removido da lista de potenciais nomeados após o vazamento da proposta.
Ele também teria sido incluído nas listas de candidatos para ser nomeado Bispo de Exeter em 2013  e Bispo de St Edmundsbury e Ipswich em 2014. Também foi relatado que ele foi omitido das listas de candidatos para Bispo de St Asaph (2008) e Bispo de Sodor e Man (2017) por motivos de sua união civil.
Em 2017, John foi novamente quase eleito bispo diocesano, desta vez como Bispo de Llandaff. Sua candidatura teria sido apoiada pela maioria dos eleitores, mas não pela supermaioria necessária. Quando nenhum candidato atingiu esse nível de apoio dentro do prazo exigido, o direito de eleger passou para a Câmara dos Bispos da Igreja no País de Gales, que declarou que nenhum candidato anterior seria considerado novamente. Respondendo a uma carta de John Davies (Bispo de Swansea e Brecon), Arcebispo interino do País de Gales, John fez uma resposta pública acusando a Igreja de homofobia durante todo o processo.
Em 2018, John estava na lista de quatro candidatos para eleição como Bispo de Brechin na Igreja Episcopal Escocesa; ele não foi eleito.

## Opiniões públicas
Após uma palestra transmitida pela BBC Radio 4 na Semana Santa de 2007, Dr. John foi criticado por alguns bispos evangélicos: Tom Wright, bispo de Durham; Pete Broadbent, bispo de Willesden; e Wallace Benn, bispo de Lewes, por negar a doutrina protestante reformada da expiação penal substitutiva. Referindo-se a esta explicação particular da crucificação de Cristo, John disse: "Foi pior do que ilógico, foi insano. Fez Deus parecer um psicopata." Ao explicar sua própria visão, ele disse: "Na cruz, Jesus morre por nossos pecados; o preço de nossos pecados é pago; mas não é pago a Deus, mas por Deus". Ele citou Juliana de Norwich, uma mística inglesa do século XIV amplamente admirada que afirmou que não há ira em Deus.
John falou publicamente a favor da introdução do casamento entre pessoas do mesmo sexo, dizendo: "Se você é gay, então, por favor, entenda que Deus o criou como você é e o ama como você é, e se você o convidar para seu relacionamento, então é claro que ele o abençoará e sustentará seu amor tanto quanto ele abençoa e sustenta qualquer outro casamento."

## Obras
- The Meaning in the Miracles (Canterbury Press, 2001); ISBN 1-85311-434-0
- The Ministry of Deliverance (Affirming Catholicism) (Darton, Longman and Todd Ltd, 1997); ISBN 0-232-52222-7
- Marriage, Divorce and the Church (Affirming Catholicism) (Darton, Longman and Todd Ltd, 1997); ISBN 0-232-52224-3
- Living the Mystery: Affirming Catholicism and the Future of the Church (as editor; Darton, Longman and Todd Ltd, 1994); ISBN 0-232-52071-2
- Permanent, Faithful, Stable: Christian Same-Sex Partnerships (Darton, Longman and Todd Ltd, 1994); ISBN 0-232-52075-5
- Living Tradition: Affirming Catholicism in the Anglican Church (Darton, Longman and Todd Ltd, 1992); ISBN 0-232-51981-1